# Xorides formosanus
Xorides formosanus là một loài tò vò trong họ Ichneumonidae.